# 위 장공 (양)
위 장공(衛莊公, ? ~ 기원전 735년, 재위 기원전 757년 ~ 기원전 735년)은 중국 위나라의 제12대 임금이다. 이름은 양(揚, 楊)이다.

## 사적
장공 5년(기원전 753년), 제나라 동궁 득신의 여동생으로 미녀인 장강과 혼인해 아들을 두지 못하고, 진나라 공녀 여규와 혼인해 낳은 아들 효백은 일찍 죽었다. 여규의 아우 대규가 위 환공을 낳았고, 장강이 환공을 자기 양아들로 삼았다.
한편 장공이 총애하는 첩이 공자 주우를 낳았다. 장공 17년(기원전 741년), 장공은 주우를 총애했고, 주우는 군사를 좋아했다. 장공 18년(기원전 740년), 주우가 장성하고 군사를 좋아하므로 장군으로 삼으려 했다. 석작은 장공이 주우에게 뒤를 잇게 하지도 않을 것이면서 총애하여 교만하게 하여 장차 난을 일으키게 되리라고 간했으나, 장공은 듣지 않았다.
장공 23년(기원전 735년), 장공이 죽어 환공이 뒤를 이었다.

## 가족 관계
- 위 무공 (아버지)
  - 위 장공
  - 장강 (정부인)
  - 여규 (부인)
    - 효백 (아들)

  - 대규 (잉첩)
    - 위 환공 (아들)
    - 위 선공 (아들)

  -  ? (첩)
    - 공자 주우 (아들)

  - 이강 (첩, 위 선공과 간통)
  -  ? (이하 모친 미상)
    - 공자 예

  -  ?
    - 공자 직